# Anna DeForge
Anna Louise DeForge (* 14. April 1976 in Iron Mountain, Michigan, Vereinigte Staaten) ist eine ehemalige Basketball-Spielerin. Sie beendete 2009 ihre Karriere bei den Detroit Shock, bei denen sie in der WNBA 2000 auch ihre professionelle Karriere begonnen hatte. Dazwischen hatte sie für verschiedene andere Vereine in der WNBA gespielt sowie für Wisła Can-Pack Krakau, mit denen sie dreimal die polnische Meisterschaft gewann.

## Karriere

### College
Anna DeForge spielte bis 1998 für das Damen-Basketballteam der University of Nebraska. Sie ist die erste Spielerin von der University of Nebraska, die den Sprung in die WNBA schaffte.

### American Basketball League
Nach dem College spielte DeForge zunächst in der American Basketball League für die San Jose Lasers. Jedoch wurde die Liga bereits im selben Jahr wieder aufgelöst.

### Women’s National Basketball Association
De Forge wurde niemals von einer Mannschaft in einem WNBA-Draft ausgewählt. Die Saison 2000 war ihre erste Saison in der WNBA. In dieser Saison spielte sie für die Detroit Shock. In dieser Saison erzielte sie durchschnittlich 5,4 Punkte und 1,7 Rebounds pro Spiel für die Shock. Des Weiteren stand sie zehn Mal in der Startformation der Shock. Nach dieser Saison verließ DeForge die WNBA, kehrte aber 2003 wieder zurück und spielte bis 2005 für die Phoenix Mercury. In der Saison 2003 hatte sie mit 11,9 Punkten pro Spiel den besten Punkteschnitt aller Mercury Spielerinnen. Am Ende der Saison wurde sie fast zum WNBA Most Improved Player gewählt, sie bekam die dritt meisten Stimmen von allen Spielerinnen der Liga. In der Saison 2004 stand sie immer in der Startformation der Mercury. In dieser Saison konnte sie ihren Punkteschnitt auf 14,4 Punkte pro Spiel verbessern, damit hatte sie den zweit besten Punkteschnitt aller Mercury Spielerinnen. Des Weiteren bekam sie mit 1.152 Minuten die meiste Spielzeit der gesamten Liga. Mit 70 verwandelten Würfen vom 3-Punktebereich traf keine Spielerin in der WNBA so viele Würfe von diesem Bereich. Durch diese guten Leistungen wurde sie ins WNBA-All-Star Team gewählt, dass gegen das US-amerikanische Damennationalteam antrat. In der Saison 2005 stand sie wieder jedes Mal in der Startformation der Mercury. In dieser Saison hatte sie mit 13,1 Punkten pro Spiel wieder den zweit besten Punkteschnitt aller Mercury Spielerinnen.
Am 3. Februar 2006 wurde sie zu den Indiana Fever für Kelly Miller transferiert. In der Saison 2006 stand sie wie bereits in Phoenix immer in der Startformation der Fever. In dieser Saison kam sie auf einen Punkteschnitt von 10,2 Punkten pro Spiel. In Indiana schaffte sie erstmals mit einer Mannschaft den Sprung in die Playoffs. Jedoch mussten die Fever sich bereits in den Conference Semifinals den Detroit Shock geschlagen geben. In der Saison 2007 führte sie die Fever nicht nur in die Playoffs, sie wurde auch in die Startformation des Eastern Conference All-Star Team gewählt. In den Playoffs musste sie sich mit den Fever wieder den Detroit shock geschlagen geben, diesmal aber erst in den Conference Finals.
Am 19. Februar 2008 unterzeichnete de Forbe bei den Minnesota Lynx.